# Münnerstadt
Münnerstadt település Németországban, azon belül Bajorországban. Lakosainak száma 7556 fő (2023. december 31.).

## Népesség
A település népessége az elmúlt években az alábbi módon változott:
| Lakosok száma | 2038 | 8521 | 8395 | 7844 | 7686 | 7633 | 7624 | 7606 | 7468 | 7556 |
|               | 1875 | 1970 | 1975 | 2011 | 2013 | 2014 | 2016 | 2019 | 2021 | 2023 |